# Aéroport de Zintan
L'aéroport de Zintan est un aéroport situé en Libye dans le district d'Al Djabal al Gharbi.
La construction de l'aéroport a démarré en 2011 / 2012 et les travaux d'aménagement et d'extension sont  toujours en cours. 
Il dessert des vols intérieurs à destination de Tobrouk puis de Benghazi. Il n'y a par contre aucun vol à destination de Tripoli en raison de l'affiliation politique de Zintan à la chambre des représentants qui, après avoir siégé à Tobrouk, siège à Bengahzi depuis avril 2019.

## Situation
| \| 50 km1:5 038 000 \| Zintan El Beïda Benghazi Ghadamès Ghardabiya Ghat Koufra Misrata Tripoli · Mitiga Sebha Tobrouk Ubari Tripoli |
| 50 km1:5 038 000 |

## Compagnie et destinations
| Compagnies        | Destinations    |
| ----------------- | --------------- |
| Afriqiyah Airways | Benghazi-Benina |

Actualisé le 16/11/2023